# Саут-Парк-республиканец

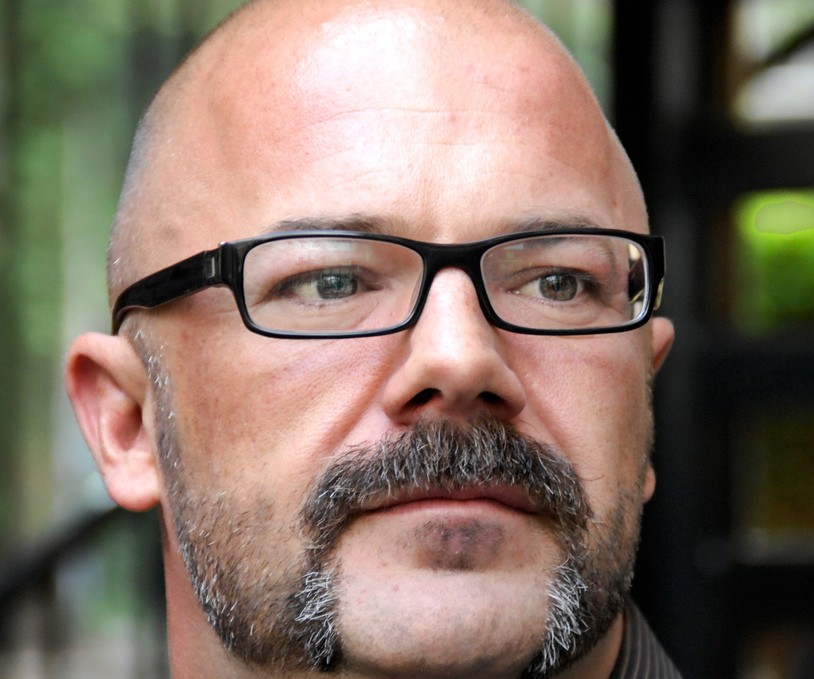
Эндрю Салливан

Саут-Парк-республиканец (англ. South Park republican) — термин, который стал использоваться в сетевых блогах и в интернете в 2001—2002 гг. для обозначения поколения подростков, чьи политические воззрения сформированы на основе сатирических характеристик, использовавшихся в анимационном сериале «Южный Парк». Фраза была придумана комментатором Эндрю Салливаном, который назвал себя «Саут-парк-республиканцем» после того, как узнал, что создатели шоу объявили себя республиканцами на одной из публичных церемоний.
На самом деле Мэтт Стоун был членом республиканской партии, а Трей Паркер — либертарианской, и в августе 2006 года они заявили, что испытывают некоторый дискомфорт по поводу популярности термина и что их взгляды ближе к либертарианским. После этого интервью в журнале Reason была опубликована статья «Саут-Парк-либертарианцы» (англ. South Park Libertarians). В 2007 году в интервью журналу Rolling Stone Паркер и Стоун охарактеризовали ярлык «Саут-парк-республиканец» как «тупой».
Этот термин стал основой для названия исследовательской книги «South Park Conservatives» (рус. Саут-Парк-консерваторы).